# Sindaci di Ferrara
Di seguito l'elenco cronologico dei sindaci di Ferrara e delle altre figure apicali equivalenti che si sono succedute nel corso della storia.

## Comune di Ferrara (fino al 1264)
| Periodo | Periodo | Primo cittadino | Partito | Carica  | Note |
| ------- | ------- | --- | ------- | ------- | ---- |
| 1105    |         | Guido |         | Console | -    |
| 1119    |         | Ledoino (?) |         | Console | -    |
| 1127    |         | Pietro Contrari, Ledoino, Guido di Uberto                                                                                         |         | Consoli | -    |
| 1135    |         | Pietro di Guatarello, Gerardo Storto, Riccardo, Aldigerio                                                                         |         | Consoli | -    |
| 1136    |         | Pietro di Guatarello, Enrico Signorelli, Gerardo Storto, Riccardo, Aldigerio                                                      |         | Consoli | -    |
| 1138    |         | Pietro Storto, Riccardo |         | Consoli | -    |
| 1150    |         | Pagano di Parluncio |         | Console | -    |
| 1155    |         | Ledoino, Rodolfo Turco, Pagano Costabili                                                                                          |         | Consoli | -    |
| 1158    |         | Ottone di Wittelsbach |         | Podestà | -    |
| 1159    |         | Alberto di Aldigerio |         | Console | -    |
| 1162    |         | Pagano di Parluncio |         | Console | -    |
| 1162    |         | Corrado di Ballhausen |         | Podestà | -    |
| 1164    |         | Giocolo di Linguetta, Uberto, Ugezzone Contrari                                                                                   |         | Consoli | -    |
| 1177    |         | Giocolo di Linguetta, Stefano Guidoberti, Menabò, Pietrobuono di Parluncio, Alberico Fontana, Gerardo Storto, Martino di Riccardo |         | Consoli | -    |
| 1182    |         | Tornimparte, Volpe Signorelli, Menardo Contrario, Martino di Riccardo                                                             |         | Consoli | -    |
| 1189    |         | Guido Turco, Alberto di Beo, Giacomo di Parluncio                                                                                 |         | Consoli | -    |
| 1190    |         | Gerardo Storto, Signorello Signorelli                                                                                             |         | Consoli | -    |
| 1191    |         | Signorello Signorelli, Menabò, Pietrobuono di Parluncio, Ubaldino Fontana, Giacomo Trotti, Leucio, Susinello, Ottolino Mainardi   |         | Consoli | -    |
| 1195    |         | Salinguerra II Torelli |         | Podestà | -    |
| 1196    |         | Azzo VI d'Este |         | Podestà | -    |
| 1199    |         | Salinguerra II Torelli |         | Podestà | -    |
| 1200    |         | Tebaldo dei Turrisendi |         | Podestà | -    |
| 1203    |         | Salinguerra II Torelli |         | Podestà | -    |
| 1204    |         | Guido Turco, Marchesio di Mainardo, Menabò, Ubaldo Fontana, Carnevario di Masotto, Giacomo Trotti, Guizzardo di Ariberto          |         | Consoli | -    |
| 1205    |         | Azzo VI d'Este |         | Podestà | -    |
| 1207    |         | Salinguerra II Torelli |         | Podestà | -    |
| 1208    | 1209    | Azzo VI d'Este |         | Podestà | -    |
| 1209    | 1211    | Ugo Di Worms |         | Podestà | -    |
| 1211    | 1212    | Azzo VI d'Este |         | Podestà | -    |
| 1264    |         | Pietro da Carrara |         | Podestà | -    |

## Stato Pontificio (1598-1796)
| Periodo | Periodo | Primo cittadino                                       | Partito | Carica           | Note |
| ------- | ------- | ----------------------------------------------------- | ------- | ---------------- | ---- |
| 1598    |         | Antonio Montecatini                                   |         | Giudice dei Savi | -    |
| 1598    |         | Scipione Gilioli                                      |         | Giudice dei Savi | -    |
| 1599    | 1600    | Luigi Montecuccoli                                    |         | Giudice dei Savi | -    |
| 1600    | 1601    | Galeazzo Tassoni                                      |         | Giudice dei Savi | -    |
| 1601    | 1602    | Scipione Gilioli                                      |         | Giudice dei Savi | -    |
| 1602    | 1603    | Alessandro Canani                                     |         | Giudice dei Savi | -    |
| 1603    | 1604    | Luigi Montecuccoli                                    |         | Giudice dei Savi | -    |
| 1604    | 1605    | Annibale Turco                                        |         | Giudice dei Savi | -    |
| 1605    | 1606    | Ferrante Trotti                                       |         | Giudice dei Savi | -    |
| 1606    | 1607    | Luigi Montecuccoli                                    |         | Giudice dei Savi | -    |
| 1607    | 1608    | Battista Muzzarelli                                   |         | Giudice dei Savi | -    |
| 1608    | 1609    | Annibale Turco                                        |         | Giudice dei Savi | -    |
| 1609    | 1611    | Ferrante Trotti                                       |         | Giudice dei Savi | -    |
| 1611    | 1612    | Alfonso Strozzi                                       |         | Giudice dei Savi | -    |
| 1612    | 1613    | Galeazzo Gualenghi                                    |         | Giudice dei Savi | -    |
| 1613    | 1614    | Battista Muzzarelli                                   |         | Giudice dei Savi | -    |
| 1614    | 1615    | Alfonso Strozzi                                       |         | Giudice dei Savi | -    |
| 1615    | 1616    | Alessandro Fiaschi                                    |         | Giudice dei Savi | -    |
| 1616    | 1617    | Ippolito Gilioli                                      |         | Giudice dei Savi | -    |
| 1617    | 1618    | Cesare Calcagnini                                     |         | Giudice dei Savi | -    |
| 1618    | 1619    | Cesare Mosti                                          |         | Giudice dei Savi | -    |
| 1619    | 1620    | Luigi Montecuccoli                                    |         | Giudice dei Savi | -    |
| 1620    | 1621    | Ferrante Trotti                                       |         | Giudice dei Savi | -    |
| 1621    | 1623    | Alberto Bonacossa                                     |         | Giudice dei Savi | -    |
| 1623    | 1624    | Cesare Mosti                                          |         | Giudice dei Savi | -    |
| 1624    | 1625    | Alessandro Fiaschi                                    |         | Giudice dei Savi | -    |
| 1625    | 1626    | Alberto Bonacossa                                     |         | Giudice dei Savi | -    |
| 1626    | 1627    | Cesare Calcagnini                                     |         | Giudice dei Savi | -    |
| 1627    | 1628    | Alessandro Fiaschi                                    |         | Giudice dei Savi | -    |
| 1628    | 1629    | Alessandro Canani                                     |         | Giudice dei Savi | -    |
| 1629    | 1630    | Niccolò Tassoni                                       |         | Giudice dei Savi | -    |
| 1630    | 1632    | Ascanio Pio di Savoia                                 |         | Giudice dei Savi | -    |
| 1632    | 1633    | Giovanni Rondinelli                                   |         | Giudice dei Savi | -    |
| 1633    | 1635    | Orazio Trotti                                         |         | Giudice dei Savi | -    |
| 1635    | 1636    | Roberto Obizzi                                        |         | Giudice dei Savi | -    |
| 1636    | 1638    | Borso Calcagnini                                      |         | Giudice dei Savi | -    |
| 1638    | 1639    | Francesco Fiaschi                                     |         | Giudice dei Savi | -    |
| 1639    | 1640    | Francesco Gilioli                                     |         | Giudice dei Savi | -    |
| 1640    | 1641    | Antonio Bevilacqua                                    |         | Giudice dei Savi | -    |
| 1641    | 1642    | Ottavio Mosti                                         |         | Giudice dei Savi | -    |
| 1642    | 1644    | Girolamo Rossetti                                     |         | Giudice dei Savi | -    |
| 1644    | 1645    | Antonio Bevilacqua                                    |         | Giudice dei Savi | -    |
| 1645    | 1647    | Ottavio Mosti                                         |         | Giudice dei Savi | -    |
| 1647    | 1648    | Girolamo Novara                                       |         | Giudice dei Savi | -    |
| 1648    | 1650    | Giulio Cesare Nigrelli                                |         | Giudice dei Savi | -    |
| 1650    | 1651    | Girolamo Novara                                       |         | Giudice dei Savi | -    |
| 1651    |         | Girolamo Rossetti                                     |         | Giudice dei Savi | -    |
| 1651    | 1653    | Ippolito Strozzi                                      |         | Giudice dei Savi | -    |
| 1653    | 1654    | Ercole Trotti                                         |         | Giudice dei Savi | -    |
| 1654    | 1656    | Francesco Calcagnini                                  |         | Giudice dei Savi | -    |
| 1656    | 1657    | Scipione Bonacossa                                    |         | Giudice dei Savi | -    |
| 1657    | 1659    | Ottavio Mosti                                         |         | Giudice dei Savi | -    |
| 1659    | 1660    | Girolamo Novara                                       |         | Giudice dei Savi | -    |
| 1660    | 1662    | Francesco Tassoni                                     |         | Giudice dei Savi | -    |
| 1662    | 1663    | Scipione Bonacossa                                    |         | Giudice dei Savi | -    |
| 1663    | 1665    | Ercole Trotti                                         |         | Giudice dei Savi | -    |
| 1665    | 1666    | Francesco Crispi                                      |         | Giudice dei Savi | -    |
| 1666    | 1668    | Roberto Montecatini                                   |         | Giudice dei Savi | -    |
| 1668    | 1669    | Ippolito Strozzi                                      |         | Giudice dei Savi | -    |
| 1669    | 1671    | Ippolito Bentivoglio                                  |         | Giudice dei Savi | -    |
| 1671    | 1672    | Ippolito Strozzi                                      |         | Giudice dei Savi | -    |
| 1672    | 1674    | Giovanni Villa                                        |         | Giudice dei Savi | -    |
| 1674    | 1675    | Ercole Trotti                                         |         | Giudice dei Savi | -    |
| 1675    | 1677    | Francesco Rossetti                                    |         | Giudice dei Savi | -    |
| 1677    | 1678    | Ippolito Strozzi                                      |         | Giudice dei Savi | -    |
| 1678    | 1680    | Giuseppe Tassoni                                      |         | Giudice dei Savi | -    |
| 1680    | 1681    | Ottavio Macchiavelli                                  |         | Giudice dei Savi | -    |
| 1681    | 1683    | Francesco Rossetti                                    |         | Giudice dei Savi | -    |
| 1683    | 1684    | Carlo Monti                                           |         | Giudice dei Savi | -    |
| 1684    | 1686    | Ottavio Macchiavelli                                  |         | Giudice dei Savi | -    |
| 1686    | 1687    | Nicola Gaetano Manfredi                               |         | Giudice dei Savi | -    |
| 1687    | 1689    | Giovanni Rondinelli                                   |         | Giudice dei Savi | -    |
| 1689    | 1690    | Alberto Penna                                         |         | Giudice dei Savi | -    |
| 1690    | 1692    | Ercole Lollio Brancaleoni                             |         | Giudice dei Savi | -    |
| 1692    | 1693    | Giovanni Rondinelli                                   |         | Giudice dei Savi | -    |
| 1693    | 1695    | Francesco Rossetti                                    |         | Giudice dei Savi | -    |
| 1695    | 1696    | Ercole Lollio Brancaleoni                             |         | Giudice dei Savi | -    |
| 1696    | 1698    | Antonio Federico Novara                               |         | Giudice dei Savi | -    |
| 1698    | 1699    | Francesco Muzzarelli Brusantini                       |         | Giudice dei Savi | -    |
| 1699    | 1700    | Guido Villa                                           |         | Giudice dei Savi | -    |
| 1703    | 1704    | Carlo Fiaschi                                         |         | Giudice dei Savi | -    |
| 1705    | 1716    | Scipione Giraldi Sacrati                              |         | Giudice dei Savi | -    |
| 1708    | 1713    | Gaetano Trotti                                        |         | Giudice dei Savi | -    |
| 1714    | 1719    | Francesco Sacrati                                     |         | Giudice dei Savi | -    |
| 1716    | 1717    | Ludovico Zavaglia                                     |         | Giudice dei Savi | -    |
| 1720    |         | Giuseppe Maria Tassoni Prisciani e Francesco Rossetti |         | Giudici dei Savi | -    |
| 1722    | 1723    | Francesco Lollio Brancaleoni                          |         | Giudice dei Savi | -    |
| 1724    | 1739    | Bartolomeo Muzzarelli Brusantini                      |         | Giudice dei Savi | -    |
| 1726    | 1730    | Iacopo Nigrelli                                       |         | Giudice dei Savi | -    |
| 1733    |         | Alfonso Gregori                                       |         | Giudice dei Savi | -    |
| 1735    |         | Lancellotto Villa                                     |         | Giudice dei Savi | -    |
| 1737    | 1747    | Giovanni Gaetano Modoni                               |         | Giudice dei Savi | -    |
| 1743    |         | Alessandro Roverella                                  |         | Giudice dei Savi | -    |
| 1744    |         | Bartolomeo Masi                                       |         | Giudice dei Savi | -    |
| 1746    |         | Bartolomeo Masi                                       |         | Giudice dei Savi | -    |
| 1750    |         | Ercole Bevilacqua e Antonio Montecatini               |         | Giudici dei Savi | -    |
| 1756    | 1757    | Francesco Calcagnini                                  |         | Giudice dei Savi | -    |
| 1758    | 1770    | Paolo Achille Tedeschi                                |         | Giudice dei Savi | -    |
| 1762    | 1767    | Tommaso Trotti                                        |         | Giudice dei Savi | -    |
| 1771    | 1773    | Francesco Gavassini                                   |         | Giudice dei Savi | -    |
| 1773    | 1774    | Cosimo Masi Pannini                                   |         | Giudice dei Savi | -    |
| 1774    | 1776    | Agostino Novara                                       |         | Giudice dei Savi | -    |
| 1778    | 1779    | Giovanni Battista Oroboni                             |         | Giudice dei Savi | -    |
| 1783    |         | Francesco Vincenzo D'Este Mosti                       |         | Giudice dei Savi | -    |
| 1785    | 1787    | Ercole Lollio Brancaleoni                             |         | Giudice dei Savi | -    |
| 1787    |         | Agostino Novara                                       |         | Giudice dei Savi | -    |
| 1788    | 1790    | Michelangelo Prosperi                                 |         | Giudice dei Savi | -    |
| 1791    | 1792    | Stefano Graziadei                                     |         | Giudice dei Savi | -    |
| 1794    | 1796    | Pier Luigi Tedeschi                                   |         | Giudice dei Savi | -    |

## Repubbliche sorelle/Regno d'Italia (1796-1815)
| Periodo | Periodo | Primo cittadino          | Partito | Carica  | Note |
| ------- | ------- | ------------------------ | ------- | ------- | ---- |
| ?       | 1811    | Antonio Sacchetti        |         | Podestà | -    |
| 1811    | 1815    | Girolamo Cicognara Romei |         | Podestà | -    |

## Stato Pontificio (1815-1859)
| Periodo | Periodo | Primo cittadino            | Partito | Carica              | Note |
| ------- | ------- | -------------------------- | ------- | ------------------- | ---- |
|         |         | Ercole Trotti Mosti        |         | Gonfaloniere        | -    |
| 1827    | 1831    | Piergentile Varano         |         | Gonfaloniere        | -    |
| 1831    |         | Giovanni Roverella         |         | Gonfaloniere        | -    |
| 1831    | 1834    | Antonio Avogli Trotti      |         | Gonfaloniere        | -    |
| 1834    | ?       | Rinaldo Cicognara          |         | Gonfaloniere        | -    |
| 1838    |         | Alessandro Masi            |         | Gonfaloniere        | -    |
| 1838    | 1840    | Cosimo Masi                |         | Gonfaloniere        | -    |
| 1840    | 1844    | Ippolito Saracco Riminaldi |         | Gonfaloniere        | -    |
| 1845    | 1846    | Alessandro Fiaschi         |         | Gonfaloniere        | -    |
| 1846    | 1848    | Ferdinando Canonici        |         | Gonfaloniere        | -    |
| 1848    | 1849    | Eugenio Righini            |         | Gonfaloniere        | -    |
| 1849    | 1851    | Filippo Folicaldi          |         | Delegato Pontificio | -    |
| 1851    |         | Francesco Massari          |         | Gonfaloniere        | -    |
| 1851    | 1853    | Camillo Trotti             |         | Gonfaloniere        | -    |
| 1853    |         | Luigi Napoleone Cittadella |         | Gonfaloniere        | -    |
| 1853    | 1854    | Giuseppe Casazza           |         | Gonfaloniere        | -    |
| 1854    | 1857    | Silvestro Camerini         |         | Gonfaloniere        | -    |
| 1858    |         | Rinaldo Manfredini         |         | Gonfaloniere        | -    |

## Regno d'Italia (1859-1946)
| Sindaci nominati dal governo (1859-1889)                   | Sindaci nominati dal governo (1859-1889) | Sindaci nominati dal governo (1859-1889) | Sindaci nominati dal governo (1859-1889) | Sindaci nominati dal governo (1859-1889) | Sindaci nominati dal governo (1859-1889) | Sindaci nominati dal governo (1859-1889) |
| Nominativo                                                 | Nominativo                               | Partito                                  | Partito                                  | Mandato                                  | Mandato                                  | Elezione                                 |
| Nominativo                                                 | Nominativo                               | Partito                                  | Partito                                  | Inizio                                   | Fine                                     | Elezione                                 |
| ---------------------------------------------------------- | ---------------------------------------- | ---------------------------------------- | ---------------------------------------- | ---------------------------------------- | ---------------------------------------- | ---------------------------------------- |
|                                                            | Rodolfo Varano                           | ?                                        | ?                                        | 1859                                     | 1867                                     | –                                        |
|                                                            | Antonio Francesco Trotti                 | ?                                        | ?                                        | 1867                                     | 1870                                     | –                                        |
|                                                            | Antonio Niccolini (Facente funzioni)     | ?                                        | ?                                        | settembre 1870                           | dicembre 1870                            | –                                        |
|                                                            | Rodolfo Varano                           | ?                                        | ?                                        | 1874                                     | 1875                                     | –                                        |
|                                                            | Antonio Francesco Trotti                 | ?                                        | ?                                        | 1878                                     | 1887                                     | –                                        |
|                                                            | Cosimo Masi                              | ?                                        | ?                                        | 1887                                     | 1888                                     | –                                        |
| Sindaci eletti dal Consiglio comunale (1889-1926)          |                                          |                                          |                                          |                                          |                                          |                                          |
| Nominativo                                                 | Nominativo                               | Partito                                  | Partito                                  | Mandato                                  | Mandato                                  | Elezione                                 |
| Nominativo                                                 | Nominativo                               | Partito                                  | Partito                                  | Inizio                                   | Fine                                     | Elezione                                 |
|                                                            | Carlo Giustiniani                        | ?                                        | ?                                        | 1889                                     | ?                                        | –                                        |
|                                                            | Pietro Niccolini                         |                                          | Destra storica                           | 1897                                     | 1900                                     | –                                        |
| 1900                                                       | Pietro Niccolini                         | 1902                                     | Destra storica                           | –                                        |                                          |                                          |
|                                                            | Giuseppe Rivani                          | ?                                        | ?                                        | 1902                                     | 1903                                     | –                                        |
|                                                            | Attilio De-Johannis                      | ?                                        | ?                                        | 1903                                     | 1903                                     | –                                        |
|                                                            | Manfredi Grillenzoni                     | ?                                        | ?                                        | 1903                                     | 1904                                     | –                                        |
|                                                            | Girolamo Chiozzi                         | ?                                        | ?                                        | 1904                                     | 1904                                     | –                                        |
|                                                            | Stefano Gatti-Casazza                    | –                                        | –                                        | 1904                                     | 1905                                     | –                                        |
|                                                            | Ettore Magni                             | ?                                        | ?                                        | 1905                                     | 1907                                     | Elezione 1905                            |
|                                                            | Pietro Niccolini (Prosindaco)            |                                          | Destra storica                           | 1907                                     | 1908                                     | Elezione 1907                            |
|                                                            | Ettore Magni                             | ?                                        | ?                                        | 1908                                     | 1910                                     | Elezione 1907                            |
|                                                            | Vincenzo Bianchi (Regio commissario)     | –                                        | –                                        | 1913                                     | 1914                                     | –                                        |
|                                                            | Ettore Magni                             | ?                                        | ?                                        | 1914                                     | 1919                                     | Elezione 1914                            |
|                                                            | Costantino Cellario (Regio commissario)  | –                                        | –                                        | 1919                                     | 1920                                     | –                                        |
|                                                            | Temistocle Bogianckino                   |                                          | Partito Socialista Italiano              | 1920                                     | 1921                                     | Elezione 1920                            |
|                                                            | Alberto Cian (Regio commissario)         | –                                        | –                                        | 1921                                     | 1922                                     | –                                        |
|                                                            | Raoul Caretti                            |                                          | Partito Nazionale Fascista               | 1923                                     | 1926                                     | Elezione 1923                            |
| Podestà nominati dal governo (1926-1945)                   |                                          |                                          |                                          |                                          |                                          |                                          |
| Nominativo                                                 | Nominativo                               | Partito                                  | Partito                                  | Mandato                                  | Mandato                                  | Elezione                                 |
| Nominativo                                                 | Nominativo                               | Partito                                  | Partito                                  | Inizio                                   | Fine                                     | Elezione                                 |
|                                                            | Renzo Ravenna                            |                                          | Partito Nazionale Fascista               | 1926                                     | 1938                                     | –                                        |
|                                                            | Alberto Verdi                            |                                          | Partito Nazionale Fascista               | 1938                                     | 1943                                     | –                                        |
|                                                            | Atto Marolla                             |                                          | Partito Nazionale Fascista               | 1943                                     | 1943                                     | –                                        |
|                                                            | Alberto Verdi                            |                                          | Partito Fascista Repubblicano            | 1943                                     | 1945                                     | –                                        |
|                                                            | Eolo Fagioli                             |                                          | Partito Fascista Repubblicano            | 1945                                     | 1945                                     | –                                        |
| Sindaci del periodo costituzionale transitorio (1945-1946) |                                          |                                          |                                          |                                          |                                          |                                          |
| Nominativo                                                 | Nominativo                               | Partito                                  | Partito                                  | Mandato                                  | Mandato                                  | Elezione                                 |
| Nominativo                                                 | Nominativo                               | Partito                                  | Partito                                  | Inizio                                   | Fine                                     | Elezione                                 |
|                                                            | Michele Tortora                          |                                          | Partito Socialista Italiano              | 1945                                     | 1946                                     | –                                        |

## Repubblica Italiana (dal 1946)
| Sindaci eletti dal Consiglio comunale (1946-1995)    | Sindaci eletti dal Consiglio comunale (1946-1995) | Sindaci eletti dal Consiglio comunale (1946-1995) | Sindaci eletti dal Consiglio comunale (1946-1995)                 | Sindaci eletti dal Consiglio comunale (1946-1995) | Sindaci eletti dal Consiglio comunale (1946-1995) | Sindaci eletti dal Consiglio comunale (1946-1995) | Sindaci eletti dal Consiglio comunale (1946-1995) | Sindaci eletti dal Consiglio comunale (1946-1995) |
| Nominativo                                           | Nominativo                                        | Partito                                           | Partito                                                           | Giunta                                            | Giunta                                            | Mandato                                           | Mandato                                           | Elezione                                          |
| Nominativo                                           | Nominativo                                        | Partito                                           | Partito                                                           | Giunta                                            | Giunta                                            | Inizio                                            | Fine                                              | Elezione                                          |
| ---------------------------------------------------- | ------------------------------------------------- | ------------------------------------------------- | ----------------------------------------------------------------- | ------------------------------------------------- | ------------------------------------------------- | ------------------------------------------------- | ------------------------------------------------- | ------------------------------------------------- |
|                                                      | Giovanni Buzzoni                                  |                                                   | Partito Comunista Italiano                                        |                                                   | PCI-PSI                                           | 1946                                              | 1948                                              | Elezione 1946                                     |
|                                                      | Werther Curti                                     |                                                   | Partito Comunista Italiano                                        | 1948                                              | PCI-PSI                                           | 1950                                              |                                                   | Elezione 1946                                     |
|                                                      | Aristide Marcolini (Prosindaco)                   |                                                   | Partito Socialista Italiano                                       | 1950                                              | PCI-PSI                                           | 1951                                              |                                                   | Elezione 1946                                     |
|                                                      | Giuseppe Bardellini (Prosindaco)                  |                                                   | Partito Socialista Italiano                                       | 1951                                              | PCI-PSI                                           | 5 novembre 1951                                   |                                                   | Elezione 1946                                     |
|                                                      | Luisa Gallotti Balboni                            |                                                   | Partito Comunista Italiano                                        | 5 novembre 1951                                   | PCI-PSI                                           | 1952                                              |                                                   | Elezione 1946                                     |
|                                                      | Luisa Gallotti Balboni                            | PCI-PSI                                           | Partito Comunista Italiano                                        | 1952                                              | 1956                                              | Elezione 1952                                     |                                                   |                                                   |
|                                                      | Luisa Gallotti Balboni                            | PCI-PSI                                           | Partito Comunista Italiano                                        | 1956                                              | 1958                                              | Elezione 1956                                     |                                                   |                                                   |
|                                                      | Spero Ghedini                                     | PCI-PSI                                           |                                                                   | Partito Comunista Italiano                        | 1958                                              | Elezione 1956                                     | 1960                                              |                                                   |
|                                                      | Spero Ghedini                                     | PCI-PSI                                           | 1960                                                              | Partito Comunista Italiano                        | 1964                                              | Elezione 1960                                     |                                                   |                                                   |
|                                                      | Giuseppe Ferrari                                  |                                                   | Partito Comunista Italiano                                        |                                                   | PCI-PSI                                           | 1964                                              | 1970                                              | Elezione 1964                                     |
|                                                      | Radames Costa                                     |                                                   | Partito Comunista Italiano                                        |                                                   | PCI-PSIUP                                         | 1970                                              | 1975                                              | Elezione 1970                                     |
|                                                      | Radames Costa                                     | PCI                                               | Partito Comunista Italiano                                        | 1975                                              | 1980                                              | Elezione 1975                                     |                                                   |                                                   |
|                                                      | Claudio Vecchi                                    |                                                   | Partito Comunista Italiano                                        |                                                   | PCI-PSI                                           | 1980                                              | 1983                                              | Elezione 1980                                     |
|                                                      | Roberto Soffritti                                 |                                                   | Partito Comunista Italiano poi Partito Democratico della Sinistra | 1983                                              | PCI-PSI                                           | 1985                                              |                                                   | Elezione 1980                                     |
|                                                      | Roberto Soffritti                                 | PCI-PSI                                           | Partito Comunista Italiano poi Partito Democratico della Sinistra | 1985                                              | 1990                                              | Elezione 1985                                     |                                                   |                                                   |
|                                                      | Roberto Soffritti                                 | PCI/PDS-PSI                                       | Partito Comunista Italiano poi Partito Democratico della Sinistra | 1990                                              | 1995                                              | Elezione 1990                                     |                                                   |                                                   |
| Sindaci eletti direttamente dai cittadini (dal 1995) |                                                   |                                                   |                                                                   |                                                   |                                                   |                                                   |                                                   |                                                   |
| Nominativo                                           | Nominativo                                        | Partito                                           | Partito                                                           | Coalizione                                        | Coalizione                                        | Mandato                                           | Mandato                                           | Elezione                                          |
| Nominativo                                           | Nominativo                                        | Partito                                           | Partito                                                           | Coalizione                                        | Coalizione                                        | Inizio                                            | Fine                                              | Elezione                                          |
|                                                      | Roberto Soffritti                                 |                                                   | Partito Democratico della Sinistra                                |                                                   | PDS-PPI-AD-PSDI-PSI-PRI                           | 7 maggio 1995                                     | 15 giugno 1999                                    | Elezione 1995                                     |
|                                                      | Gaetano Sateriale                                 |                                                   | Democratici di Sinistra                                           |                                                   | DS-PPI-Dem-PRC-PdCI-FdV-SDI                       | 15 giugno 1999                                    | 12 giugno 2004                                    | Elezione 1999                                     |
|                                                      | Gaetano Sateriale                                 | DS-DL-PRC-PdCI-FdV                                | Democratici di Sinistra                                           | 12 giugno 2004                                    | 24 giugno 2009                                    | Elezione 2004                                     |                                                   |                                                   |
|                                                      | Tiziano Tagliani                                  |                                                   | Partito Democratico                                               |                                                   | PD-IdV-PSI-L. civiche                             | 24 giugno 2009                                    | 27 maggio 2014                                    | Elezione 2009                                     |
|                                                      | Tiziano Tagliani                                  | PD-SEL-L. civiche                                 | Partito Democratico                                               | 27 maggio 2014                                    | 11 giugno 2019                                    | Elezione 2014                                     |                                                   |                                                   |
|                                                      | Alan Fabbri                                       |                                                   | Lega per Salvini Premier                                          |                                                   | LSP-FI/RI-FdI-L. civiche                          | 11 giugno 2019                                    | 10 giugno 2024                                    | Elezione 2019                                     |
|                                                      | Alan Fabbri                                       | FdI-LSP-FI-L. civiche                             | Lega per Salvini Premier                                          | 10 giugno 2024                                    | in carica                                         | Elezione 2024                                     |                                                   |                                                   |